# Kwas metanosulfonowy
Kwas metanosulfonowy, kwas mesylowy (czasem spotykana jest nazwa: kwas mezylowy) – organiczny związek chemiczny, pochodna kwasu sulfonowego. Jego sole i estry to mesylany (metanosulfoniany). Silny kwas organiczny (pKa = -1,9).

## Zastosowanie
Używany, obok m.in. kwasu cytrynowego, kwasu mlekowego, kwasu ortofosforowego itp., w odkamieniaczach do ekspresów ciśnieniowych oraz w środkach czyszczących usuwających kamień, np. do łazienek.